# John Amaechi
John Uzoma Ekwugha Amaechi (pronunciado [ɑˈmeɪʧi]; Boston, Massachusetts, 26 de noviembre de 1970) es un exbaloncestista con doble nacionalidad británica y estadounidense que disputó 5 temporadas en la NBA y varias más en Europa. Con 2,08 metros de altura, jugaba en la posición de ala-pívot.
En febrero de 2007, anunció públicamente su homosexualidad y se convirtió en el primer jugador asociado a la NBA en hacerlo.

## Trayectoria

### Instituto
De padre nigeriano, fue criado en Stockport, Inglaterra por su madre inglesa. Cuando se mudaron a Estados Unidos jugó al baloncesto en el instituto St. John's High School en Toledo (Ohio). 

### Universidad
Disputó su primer año universitario con los Commodores de la universidad de Vanderbilt (1990–1991), pero fue transferido a la Universidad Estatal de Pensilvania donde jugó sus tres años restantes con los Nittany Lions y fue seleccionado dos veces para el First Team Academic All-American.

### Profesional
Tras no ser elegido en el draft de la NBA de 1995 fue contratado directamente por los Cleveland Cavaliers. En su primera temporada disputó 28 partidos, pero ese verano decidió marcharse a Europa. 
Pasó por Francia (Cholet y Limoges), Italia (Virtus Bologna), Grecia (Panathinaikos BC), Inglaterra (Sheffield Sharks), antes de regresar a la NBA al firmar un contrato con los Orlando Magic en 1999.
Tras una sólida temporada 1999-2000, en la que hizo de promedio 10,5 puntos en 21,1 minutos por partido, ganó cierta fama por marcar los primeros puntos de la NBA en el nuevo milenio en el 2000. Antes de revelar su homosexualidad, era conocido por rechazar un contrato de 17 millones de dólares con Los Angeles Lakers en 2000, para volver a jugar para Orlando por 600.000$ al año.
Tras dos años en Orlando en los que disputó 162 encuentros, el 20 de julio de 2001 firmó como agente libre con Utah Jazz.
Tras dos temporadas con los Jazz, el 30 de septiembre de 2003, fue traspasado a los Houston Rockets a cambio de Glen Rice, pero a pesar de ser un jugador activo, no participó en ninguno de los partidos de su nuevo equipo. 
Regresó de su retiro para representar a Inglaterra durante los Juegos de la Commonwealth en Melbourne, ayudando a que el equipo ganara la medalla de bronce.

## Estadísticas de su carrera en la NBA

### Temporada regular
| Año     | Equipo    | PJ  | PT | MPP  | %TC  | %3P  | %TL  | RPP | APP | ROB | TPP | PPP  |
| ------- | --------- | --- | -- | ---- | ---- | ---- | ---- | --- | --- | --- | --- | ---- |
| 1995-96 | Cleveland | 28  | 3  | 12.8 | .414 | —    | .576 | 1.9 | .3  | .2  | .4  | 2.8  |
| 1999-00 | Orlando   | 80  | 53 | 21.1 | .437 | .167 | .766 | 3.3 | 1.2 | .4  | .5  | 10.5 |
| 2000-01 | Orlando   | 82  | 36 | 20.9 | .400 | .000 | .631 | 3.3 | .9  | .3  | .4  | 7.9  |
| 2001-02 | Utah      | 54  | 0  | 10.9 | .325 | —    | .638 | 2.0 | .5  | .1  | .2  | 3.2  |
| 2002-03 | Utah      | 50  | 1  | 9.5  | .314 | —    | .481 | 1.5 | .4  | .3  | .1  | 2.0  |
| Total   | Total     | 294 | 93 | 16.4 | .403 | .077 | .671 | 2.6 | .8  | .3  | .3  | 6.2  |

### Playoffs
| Año   | Equipo    | PJ | PT | MPP | %TC  | %3P | %TL  | RPP | APP | ROB | TPP | PPP |
| ----- | --------- | -- | -- | --- | ---- | --- | ---- | --- | --- | --- | --- | --- |
| 1996  | Cleveland | 1  | 0  | 2.0 | .000 | —   | —    | .0  | .0  | .0  | .0  | .0  |
| 2001  | Orlando   | 4  | 0  | 7.3 | .375 | —   | .750 | .8  | .8  | .8  | .5  | 2.3 |
| 2003  | Utah      | 2  | 0  | 8.0 | .250 | —   | .500 | .5  | .0  | .0  | .0  | 2.0 |
| Total | Total     | 7  | 0  | 6.7 | .308 | —   | .625 | .6  | .4  | .4  | .3  | 1.9 |

## Vida personal
Tras su retirada, comentó encuentros de la NBA para la cadena de televisión británica Five.
Además es dueño de Animus Consulting, que gestiona oradores de motivación, y es socio de Animus Development, que realiza programas de entrenamiento para ejecutivos.
También trabaja con la Fundación ABC en Mánchester, que anima a los niños a realizar deporte y relacionarse con asociaciones deportivas, construyendo centros deportivos para la juventud a lo largo y ancho del Reino Unido. El primero de esos edificios fue construido en Mánchester, no muy lejos del hogar de la infancia de Amaechi de Stockport.
En una entrevista en la radio, dijo que va a volver a la universidad para hacer un doctorado de Psicología. «Quiero hacer algo más importante en mi vida», comentó. Amaechi también explicó la razón por la que se decidió por el equipo de Orlando en 2000, a pesar de cobrar mucho menos de los 17 millones que le ofrecían lo Lakers; su respuesta fue que Orlando lo había contratado en 1999 cuando ningún otro equipo lo quería. «Hay mucha gente a la que preguntan cuanto vale su palabra y cuando la gente me lo pregunta a mí, puedo decir 'por lo menos 17 millones de dólares'».

### Declaración de homosexualidad
En febrero de 2007, habló sobre su homosexualidad en el programa Outside the Lines de la cadena de televisión norteamericana ESPN. También editó un libro, Man in the Middle (El hombre en medio), publicado por ESPN Books (ISBN 1-933060-19-0), en el que analizaba su carrera y su vida como un atleta profesional en el armario. Amaechi es el primer jugador de la NBA que habla públicamente sobre su homosexualidad.
Muy pocos deportistas de equipos profesionales habían salido del armario. Entre los que se encontraban Esera Tuaolo, Roy Simmons y Dave Kopay exjugadores de la NFL, Ian Roberts de la NRL y Glenn Burke y Billy Bean de las Grandes Ligas de Béisbol. Bean escribió un artículo de opinión apoyando la decisión de Amaechi.
Cyd Zeigler, cofundador de Outsports.com, una página web dedicada a la influencia homosexual en los deportes, dijo, «No creo que [la declaración de Amaechi] tenga alguna consecuenecia en ello», refiriéndose a los negocios de Amaechi y su trabajo caritativo. «Habrá alguna gente que frunza el ceño» añadió Zeigler. Zigler dijo que había leído una copia del libro antes de su publicación y había hablado con el autor. Zeigler ha escrito que en una entrevista en 2002, Amaechi habló sobre los gais en la NBA: «Si miras a nuestra liga, las minorías no están muy bien representadas. Casi no hay jugadores hispánicos, ninguno de origen asiáto, de forma que, el que no haya jugadores abiertamente homosexuales no es realmente sorprendente. Sería como un extraterrestre caído del cielo. Habría miedo, luego pánico: simplemente no sabrían como reaccionar.»
Meses después de salir del armario, comentó que había «subestimado América» y que la «ira de una nación » que había esperado nunca apareció. Amaechi realizó estas afirmaciones a pesar de que mientras los hacía, blogs como Free Republic deseaban abiertamente su muerte.

#### Reacción de otros jugadores
Una respuesta que recibió mucha publicidad fue la del antiguo jugador de la NBA Tim Hardaway, que declaró que él hubiera pedido la retirada de un jugador gay de su equipo; «Primero, no lo querría en mi equipo. Segundo, si estuviera en mi equipo me distanciaría de él porque no creo que eso sea correcto y no creo que debiera estar en el vestuario cuando nosotros estuviéramos en el vestuario. Una de las partes tiene que ceder, si tienes doce otros jugadores en el vestuario que están incómodos y no pueden concentrarse y siempre están preocupados de que él esté en el vestuario o en la pista o lo que sea, será difícil ganar y aceptarlo como un compañero en equipo.»
Algunos jugadores le apoyaron. Grant Hill dijoe «el hecho de que John haya hecho esto, puede quede a otros la posibilidad o la confianza para salir del armario también, tanto si están jugando como si están retirados». Steven Hunter dijo que aceptaría a un compañero abiertamente homosexual «mientras [no] intentase ligar conmigo. Mientras viniese a jugar baloncesto como un hombre y se comportase como una buena persona, no me importaría.» Ese sentimiento fue repetido por Shavlik Randolph, que dijo que «mientras no intente ligar conmigo, no me importa. En cuanto al negocio, estoy seguro que podría jugar con él. Pero creo que se crearía un ambiente un tanto extraño en el vestuario.»
Otros jugadores expresaron sentimientos encontrados. Pat Garrity avisó de que un jugador abiertamente gay podría encontrarse tanto aceptación y hostilidad de sus compañeros de equipo. Dijo que «tendrían compañeros que lo aceptarían por ser buena persona y habría gente que le harían la vida imposible. Creo que eso es así si eres un jugador de baloncesto o estás trabajando en una oficina. Así es el mundo actualmente.» LeBron James dijo que no podría confiar en un compañero que estuviese en el armario, diciendo que «tienes que ser sincero con tus compañeros de equipo y si eres gay y no lo admites, no eres sincero. Eso es como lo más importante entre compañeros de equipo - todos confiamos en los demás... Es una cuestión de confianza, en serio. Un gran factor de confianza.»